# كالوم ديفيز
كالوم ديفيز (بالإنجليزية: Callum Davies)‏ (8 فبراير 1983 في المملكة المتحدة - ) هو لاعب كرة قدم بريطاني في مركز الدفاع. لعب مع نادي غيلينغهام ونادي ليويس ونادي بروملي وميدستون يونايتد وEastleigh F.C. ‏ ونادي دوفر أتليتيك وThurrock F.C. ‏.

## وصلات خارجية
- كالوم ديفيز على موقع قاعدة بيانات كرة القدم.إي يو (الإنجليزية)
- كالوم ديفيز على موقع Soccerbase.com (لاعب) (الإنجليزية)
- كالوم ديفيز على موقع Soccerway.com (الإنجليزية)